# Gibraltar Squadron

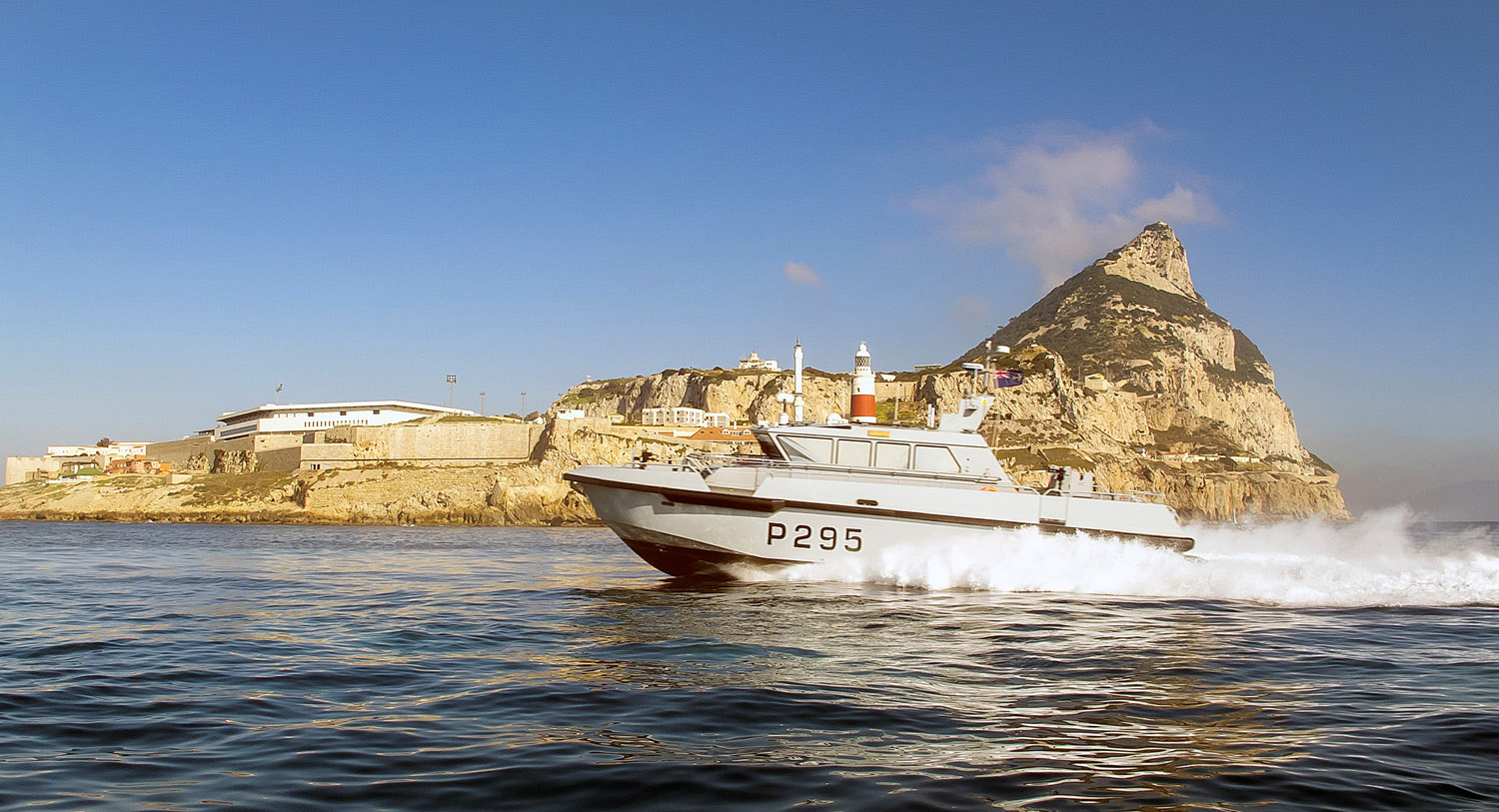
HMS Cutlass der Gibraltar Squadron vor dem Felsen von Gibraltar

Die Gibraltar Squadron ist eine Einheit der britischen Royal Navy, die als Küstenwache Gibraltars fungiert. Sie ist Teil der British Forces Gibraltar und verfügt über das Hochseepatrouillenboot HMS Trent der River-Klasse und zwei Patrouillenboote der Cutlass-Klasse, HMS Cutlass und HMS Dagger. Darüber hinaus besitzt sie drei Pacific 24 Festrumpfschlauchboote. Die Küstenwache verfügt über eine Mannschaftsstärke von 22 Mann.
Die Gibraltar Squadron spielte eine wichtige Rolle bei dem Fischereistreit von Gibraltar und war in Scharmützel mit Booten der SEMAR (Grupo Servicio Marítimo) der spanischen Guardia Civil verwickelt.